# Rzyszczewko, Sławieński
Rzyszczewko [ʐɨʂˈt͡ʂɛfkɔ] là một ngôi làng thuộc khu hành chính của Gmina Sławno, thuộc huyện Sławieński, Zachodniopomorskie, ở phía tây bắc Ba Lan. Nó nằm khoảng 8 kilômét (5 mi) phía tây Sławno và 167 km (104 mi)     về phía đông bắc của thủ đô khu vực Szczecin.
Trước năm 1945, khu vực này là một phần của Đức. Đối với lịch sử của khu vực, xem Lịch sử của Pomerania.